# San Fernando (Huimanguillo)
San Fernando es una localidad del municipio de Huimanguillo ubicado en la subregión de la Chontalpa del estado mexicano de Tabasco.

## Geografía
La localidad de San Fernando se sitúa en las coordenadas geográficas 17°59′05″N 93°37′34″O / 17.984722, -93.626111, a una elevación de 11 metros sobre el nivel del mar.

## Demografía
Según el Conteo de Población y Vivienda 2020, efectuado por el Instituto Nacional de Estadística y Geografía, la localidad de San Fernando tiene 1,376 habitantes, de los cuales 663 son del sexo masculino y 713 del sexo femenino. Su tasa de fecundidad es de 2.6 hijos por mujer y tiene 368 viviendas particulares habitadas.
| Gráfica de evolución demográfica de San Fernando entre 1950 y 2020 |
|                                                                    |
| INEGI.                                                             |